# William Burton
William Waldo Burton (ur. 26 listopada 1875 w Vicksburgu, zm. 22 lipca 1914 w Denver) – amerykański golfista, olimpijczyk z Saint Louis.
Burton startował jedynie na Igrzyskach Olimpijskich w Saint Louis w 1904 roku. Podczas tych igrzysk reprezentował swój kraj w zawodach indywidualnych mężczyzn. W pierwszej części eliminacji uzyskał 94 punkty, a w drugiej zdobył 90 punktów, a łącznie zgromadził ich 184. Wynik ten dał mu 33. miejsce eliminacji (do Ralpha McKittricka (zwycięzcy eliminacji) stracił 21 punktów), lecz do następnej fazy eliminacji awansowało 32 golfistów, a tym samym Burton odpadł z rywalizacji, kończąc udział w igrzyskach na eliminacjach.